# 신국환 (야구 선수)
신국환(1972년 10월 29일 ~ )은 전 KBO 리그 한화 이글스의 내야수이고, 2002년까지 뛰었다.

## 출신 학교
- 충암고등학교
- 원광대학교